# Weszprémi István
Weszprémi István (Veszprém, 1723. augusztus 13. – Debrecen, 1799. március 13.) orvos, a hazai orvostörténet-írás úttörője.

## Élete
A debreceni református kollégium elvégzése után Zürich, Utrecht és London volt peregrinus tanulmányainak helyszíne. Utrecht egyetemén szerzett orvosdoktori oklevelet 1756-ban. Hazatérte után Debrecen városi orvosa lett, s haláláig az is maradt. Még Londonban adta ki 1755-ben a pestis elleni aktív védekezésről szóló művét, amely az immunológia figyelemre méltó emléke. Debreceni orvosi tevékenysége idején Hatvani István, a „magyar Faust” és Csapó József volt az orvostársa. Weszprémi abban az időben (1760-ban) írta meg a Kisded gyermekeknek nevelésekről való rövid oktatást, Hatvani pedig a valószínűségszámítás és a matematikai statisztika eszközeivel megbízható következtetéseket vont le a hazai csecsemőhalandóságról, és tanácsokat adott az itthoni szomorú helyzet javítására. Weszprémi második magyar nyelvű műve, a Bábamesterségre tanító könyv (1766) lényegében Heinrich Johann Nepomuk von Crantz bécsi szülész munkájának szabad magyar átültetése. 
Legfontosabb műve, a Succincta medicorum Hungariae et Transilvaniae biographie (Magyarország és Erdély orvosainak rövid életrajza) négy kötetben jelent meg 1774 és 1787 között. Orvostörténet-írásunk e korai remekének megalkotásához magánkönyvtára és széles körű levelezése szolgált alapul. Egybegyűjtötte a Magyarországon és Erdélyben valaha is tevékenykedő orvosok életrajzi adatait. (A Succincta új kiadása és magyar fordítása 1960 és 1970 között jelent meg négy kötetben.) Pozsonyban nyomtatták ki 1795-ben Magyarországi öt különös elmélkedések című művét. 1798-ban Bécsben adták ki történetünk első magyar nyelvű summázatát, a Pannoniae luctus című művét.  
Emlékére a Magyar Orvostörténelmi Társaság Weszprémi István Emlékérmet alapított, ez a társulat legrangosabb kitüntetése.

## Művei
- Tentamen de inoculanda peste. Londini, 1755
- Kisded gyermekeknek neveléséről való rövid oktatás…. Kolozsvár, 1760
- Bábamesterségre tanító könyv. Debrecen, 1766
- Succincta medicorum Hungariae et Transilvaniae biographie. 1. Lipsiae, 1774; 2-4. Wien, 1778-1787. Magyarország és Erdély orvosainak rövid életrajza = Succincta medicorum Hungariae et Transilvaniae biographie. A szerző jegyzeteiből szedve; ford. Kővári Aladár, Vita Tivadar. Budapest, 1960-1970. (Orvostörténeti könyvek). Latin és magyar nyelven. I., II/1., II/2., III. köt.
- Magyar Országi öt különös elmélkedések. Pozsony, 1795
- Pannoniae luctus. Wien, 1788, Pozsony, 1799
- Weszprémi István levelezése; sajtó alá rend. Szelestei N. László, Vida Tivadar; Argumentum, Bp., 2013 (Magyarországi tudósok levelezése)

## Külső hivatkozások
- Schultheisz Emil: A felvilágosodás könyvei, Weszprémi István 1723-1799. Lege Artis Medicinae, 2000, 1. pp. 82-85.
- Weszprémi István. Magyar Tudomány- és Technikatörténeti Műhely Krónika rovata. Szerkeszti: Kiss Csongor. Élet és Tudomány, 1998. 31. sz.
- Weszprémi István könyveinek és cikkeinek bibliográfiája.
- Gazda István (összeáll.): Weszprémi István munkásságáról. Archiválva 2008. május 14-i dátummal a Wayback Machine-ben
- Szinnyei József: Magyar írók élete és munkái I–XIV. Budapest: Hornyánszky. 1891–1914.